# Henry Haversham Godwin-Austen
Henry Haversham Godwin-Austen (Teignmouth, 6 juli 1834 - Nore Hascombe, Godalming, 2 december 1923) was een Brits geoloog, topograaf en zoöloog. Zijn vader was de geoloog Robert Alfred Cloyne Godwin-Austen.

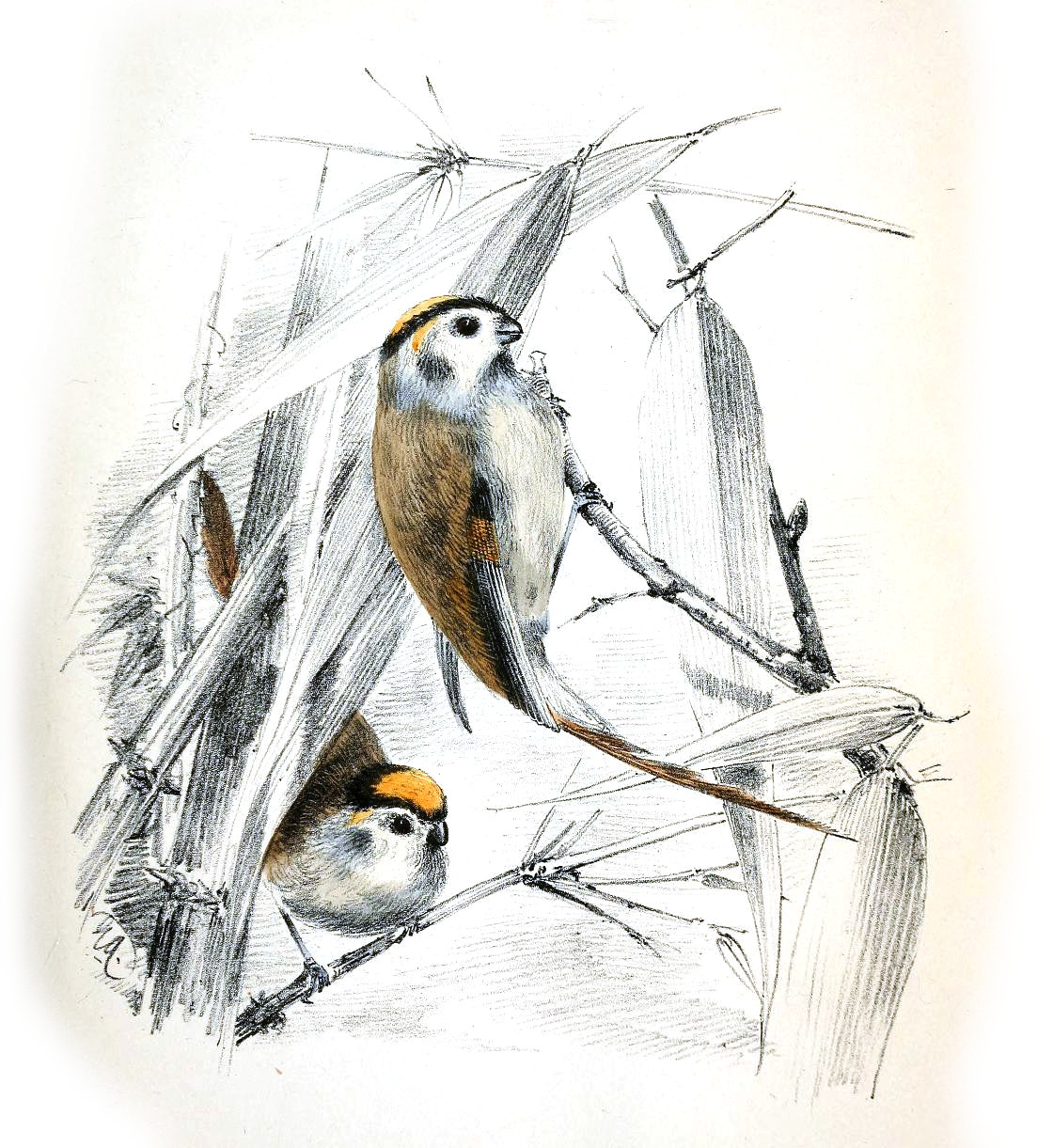
Tekening van Godwin-Austen van Paradoxornis nipalensis, door hem Suthora daflaensis genoemd.

Henry volgde een militaire carrière en studeerde aan de Koninklijke Militaire Academie Sandhurst, waar hij topografisch tekenen leerde. Na zijn opleiding diende hij in 1852 in de tweede Engels-Burmese oorlog. In Burma voerde hij zijn eerste terreinverkenningen uit in de Irrawaddydelta. In 1856 werd hij overgeplaatst naar de Great Trigonometrical Survey van India onder kolonel Thomas George Montgomerie. Hij maakte opmetingen in de Karakoram, Kasjmir, de Himalaya en de westkant van het Tibetaans plateau, waar hij onder meer talrijke gletsjers in kaart bracht. Hij onderzocht de gebieden die hij opmat ook op geologisch vlak. Hij schreef een aantal artikelen in het tijdschrift van de Royal Geographical Society en zijn aantekeningen uit die periode werden gepubliceerd als Notes on the Pangong Lake District of Ladakh (1864).  De Godwin-Austen-gletsjer nabij K2 is naar hem genoemd.
In 1863 werd hij aangesteld bij de politieke missie van Ashley Eden naar Bhutan. De volgende jaren bracht hij deze regio gedetailleerd in kaart. In 1877 nam hij als luitenant-kolonel ontslag bij de Trigonometrical Survey van India en keerde terug naar Engeland. Hij erfde na de dood van zijn vader in 1884 het familiedomein Shalford House bij Guildford, maar financiële moeilijkheden dwongen hem later zijn collectie vogels te verkopen aan het British Museum. 
Godwin-Austen was naast zijn beroepsactiviteiten ook een verzamelaar van weekdieren en vogels. Hij was een Fellow of the Royal Society. Hij schreef The Land and Freshwater Mollusca of India (1882-87) en Birds of Assam (1870-78). Hij beschreef een aantal soorten voor het eerst wetenschappelijk; sommige in samenwerking met Arthur Hay  (Lord Walden) die eveneens in het Brits leger in India diende. Onder meer de witkeelboomtimalia en de vlekborstkruiplijster werden door hem beschreven. De Austens bruine neushoornvogel (Anorrhinus austeni) is naar hem genoemd.